# Дом таганрогского казначейства
 Дом таганрогского казначейства  — двухэтажное здание в городе Таганроге Ростовской области.  Объект культурного наследия регионального значения. Решение № 301 от 18.11.92 г.
Адрес:  г. Таганрог, ул. Греческая, 86.

## История
Двухэтажный кирпичный дом  в городе Таганроге по ул. Греческой, 86 был построен в 1830-е годы. В 1871 году этот дом занимал Азовско-Донской Коммерческий банк.
В числе первых хозяев дома был итальянский подданный музыкант Руокко, в его доме часто проживали гастролирующие оперные артисты и музыканты.
В 1873-1975 годах домом владел полковник, дослужившийся позднее до генерал-майора, Александр Гаврилович Реми. После него в 1880-х годах дом перешел потомственному почетному гражданину Дмитрию Кандоянаки, потомку Ивана Кандоянаки, который в 1811 году по указу Александра I получил в пригороде Таганрога 110 десятин земли.
С конца 1880-х годов домовладение отошло к статскому советнику Якову Соломоновичу Полякову, меценату, помогавшему бедным горожанам.
В 1898 - 1915 годах в этом доме находилось Окружное казначейство. Здесь же в 1910-х годах размещалось податное присутствие и государственная сберегательная касса с порядковым номером 881. Заведующий этой сберегательной кассой, Евгений Павлович Прокофьев, вместе с семьей проживал в этом же доме. 
В настоящее время это жилой дом, в его дворовой пристройке размещается Бюро технической инвентаризации (БТИ).

## Архитектура

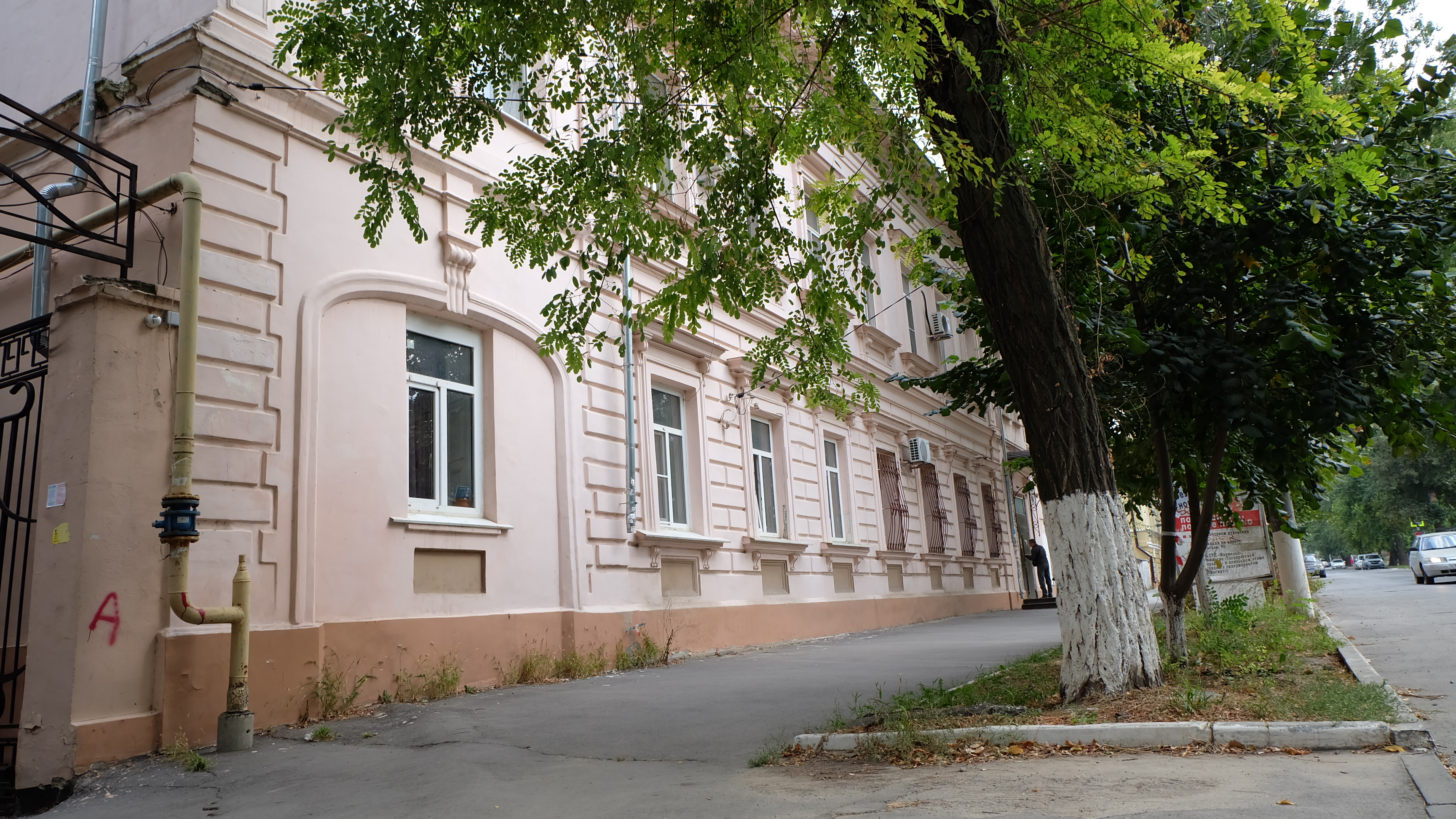
Греческая, 86

Дом был построен в архитектурном стиле неоклассицизма. Над его парадным входом домом был закреплен, поддерживаемый металлическими ажурными колоннами, навес. Фасад второго этажа декорирован пилястрами, окна имеют подоконные карнизы. Этажи разделены межэтажным карнизом. Угла здания были обработаны рустами.  В поддерживающей части карниза имелись зубцы - сухарики. 
К настоящему времени окна здания перестроены из парных полуциркулярных в одинарные, снята металлическая решетка парапета. На парапете в центре ранее был установлен герб. Металлические ажурные колонны были заменены на деревянные.
Здание относится к памятникам культуры регионального значения.